# Andrei Voronin
Andrei Voronin este un fotbalist ucrainean. S-a născut la Odesa, pe data de 21 iulie 1979. A jucat la patru cluburi din Germania. În sezonul 2002-2003 a fost golgheter în 2. Bundesliga. Deși a jucat din 1995 la cluburi din străinătate, prima convocare la naționala de fotbal a Ucrainei a fost în anul 2002. În prezent evoluează pentru formația rusă Dinamo Moscova.